# Manhã Transfigurada
Manhã Transfigurada é uma novela brasileira, escrita por Luiz Antonio de Assis Brasil, lançado em 1982, e relançado em 2010. O livro, ambientada no Rio Grande do Sul do século XVIII, fala do triângulo amoroso envolvendo Camila, que é presa numa casa pelo poder eclesiástico quando o marido descobre que ela não é virgem. O pedido de anulação do casamento e documentos referentes ao caso são levados à casa de Camila pelo jovem Bernardo, escrivão da igreja,e os dois se envolve no romance. Na outra ponta está o padre Ramiro, que percebendo o romance entre seu escrivão e a mulher malvista, logo surge ciúme e desejo de poder sobre a situação.
Luiz Antonio de Assis Brasil conduz uma trama ágil e envolvente que, a partir do drama pessoal de Camila, revela uma sociedade inescrupulosamente patriarcal e autoritária. O livro foi bastante elogiado e ganhou uma adaptação para o cinema em 2008. 